# Bács-Kiskun vármegyei 1. sz. országgyűlési egyéni választókerület
A Bács-Kiskun vármegyei 1. sz. országgyűlési egyéni választókerület egyike annak a 106 választókerületnek, amelyre a 2011. évi CCIII. törvény Magyarország területét felosztja, és amelyben a választópolgárok egy-egy országgyűlési képviselőt választhatnak. A választókerület nevének szabványos rövidítése: Bács-Kiskun 01. OEVK. Székhelye: Kecskemét

## Területe
A választókerület az alábbi településeket foglalja magába:
1. Felsőlajos
2. Fülöpháza
3. Kecskemét választókerülethez tartozó területének határvonala:
Lajosmizse felől az 5. számú főút középvonala a városhatáron való belépési ponttól az 5202 jelű Ladánybenei út és az 5. számú főútvonal körforgalmi csomópontjáig, a csomóponttól a 0220/182 és 0219/1 helyrajzi számú külterületi utak középvonala a 0244/2 helyrajzi számú külterületi útig, északi irányban a 0244/2, majd keleti irányban a 0253 helyrajzi számú külterületi utak középvonala a Vacsi közi útig, a Vacsi közi út középvonala a Mikszáth Kálmán körútig, a Mikszáth Kálmán körút középvonala és folytatásában az izraelita temető északnyugati határvonala az 5. számú főútig, az 5. számú főút középvonala a Mátyás téren keresztül a Jókai utcáig, a Jókai utca középvonala a Hornyik János körútig, a Hornyik János körút középvonala és folytatásában a Széchenyi téren keresztül a Gáspár András körút középvonala a Petőfi Sándor utcáig, a Petőfi Sándor utca középvonala a Kőhíd utcáig, a Kőhíd utca és folytatásában a Nyíri út középvonala a III. Béla körútig, a III. Béla körút és folytatásában a Csalánosi út középvonala az 52-es útig, az 52-es út középvonala a városhatárig, a városhatár vonala az óramutató járásával megegyező irányban a kiindulási pontig.
4. Kerekegyháza
5. Kunadacs
6. Kunbaracs
7. Kunpeszér
8. Kunszentmiklós
9. Ladánybene
10. Lajosmizse
11. Szabadszállás
12. Szalkszentmárton
13. Tass

## Országgyűlési képviselője
| Név               | Párt                                         | Párt        | Terminus | Megjegyzés                                   |
| ----------------- | -------------------------------------------- | ----------- | -------- | -------------------------------------------- |
| Dr. Salacz László |                                              | Fidesz-KDNP | 2014 –   | A 2014-es országgyűlési választás eredménye: |
| Dr. Salacz László | A 2018-as országgyűlési választás eredménye: | Fidesz-KDNP | 2014 –   |                                              |
| Dr. Salacz László | A 2022-es országgyűlési választás eredménye: | Fidesz-KDNP | 2014 –   |                                              |

## Demográfiai profilja
| Iskolai végzettség                | Iskolai végzettség               | Iskolai végzettség | Iskolai végzettség | Iskolai végzettség |
| --------------------------------- | -------------------------------- | ------------------ | ------------------ | ------------------ |
|                                   |                                  |                    |                    | fő                 |
| Általános iskolát nem végezte el  | Általános iskolát nem végezte el |                    | 1705               | 1705               |
| Általános iskola                  | Általános iskola                 |                    | 15023              | 15023              |
| Szakmunkás                        | Szakmunkás                       |                    | 17415              | 17415              |
| Érettségi                         | Érettségi                        |                    | 22670              | 22670              |
| Diploma                           | Diploma                          |                    | 12913              | 12913              |
| A 2022. évi népszámlálás szerint. |                                  |                    |                    |                    |

A Bács-Kiskun vármegyei 1. sz. választókerület lakónépessége 2022. október 1-jén 85 611 fő volt. A 2011-es és a 2022-es népszámlálás között 2239 fővel csökkent a választókerület lakosság száma. A választókerületben a korösszetétel alapján a legtöbben a középkorúak élnek 30 747 fővel, míg a legkevesebben az időskorúak 16 787 fővel. A választókerület lakosságának a 83,2%-nál van internet elérési lehetőség.
A legmagasabb befejezett iskolai végzettség szerint az érettségi végzettséggel rendelkezők élnek a legtöbben 22 670 fő, utánuk a következő nagy csoport a szakmunkások 17 415 fővel.
Gazdasági aktivitás szerint a lakosság közel fele foglalkoztatott 43 089 fő, második legjelentősebb csoport az inaktív keresők, akik főleg nyugdíjasok 18 880 fővel.
A választókerület legjelentősebb nemzetiségi csoportja a cigány 899 fő, illetve a német 499 fő. Magyar állampolgársággal nem rendelkező külföldi állampolgárok aránya 1,2%.
Vallási összetétel szerint a választókerületben lakók legnagyobb vallása a római katolikus (21 233 fő), valamint jelentős közösség még a reformátusok (8793 fő). A vallási közösséghez nem tartozók száma szintén jelentős (8164 fő), a választókerületben a második legnagyobb csoport a római katolikus vallás után.

## Országgyűlési választások
| Párt                             | Párt                   | Jelölt                   | Szavazatok | %     | ± %   |
| -------------------------------- | ---------------------- | ------------------------ | ---------- | ----- | ----- |
|                                  | Fidesz-KDNP            | Dr. Salacz László        | 25 519     | 54,53 | 3,19  |
|                                  | Jobbik                 | Lejer Zoltán             | 11 231     | 24    | 3,51  |
|                                  | LMP                    | Vágó Gábor               | 4642       | 9,92  | 4,59  |
|                                  | DK                     | Szőkéné Kopping Rita     | 3595       | 7,68  | 12,05 |
|                                  | Momentum               | Szarvas Koppány Bendegúz | 1105       | 2,36  | Új    |
|                                  | MoMa                   | Dr. Károlyi Zoltán       | 234        | 0,5   | Új    |
|                                  | Egyéb pártok           |                          | 472        | 1,01  | 1,85  |
| Megjelent                        | Megjelent              | Megjelent                | 47 369     | 67,2  | 10,25 |
| Választópolgárok száma           | Választópolgárok száma | Választópolgárok száma   | 70 485     | 100   | 1     |
| A Fidesz-KDNP tartja a körzetet. |                        |                          |            |       |       |

| Párt                                | Párt                   | Jelölt                 | Szavazatok | %     |
| ----------------------------------- | ---------------------- | ---------------------- | ---------- | ----- |
|                                     | Fidesz-KDNP            | Dr. Salacz László      | 20 558     | 51,34 |
|                                     | Jobbik                 | Gyöngyösi Márton       | 8204       | 20,49 |
|                                     | Összefogás             | Király József          | 7899       | 19,73 |
|                                     | LMP                    | Kriskó Dávid           | 2134       | 5,33  |
|                                     | Szociáldemokraták      | Orbán Gábor            | 103        | 0,26  |
|                                     | Egyéb pártok           |                        | 1145       | 2,86  |
| Megjelent                           | Megjelent              | Megjelent              | 40 547     | 56,95 |
| Választópolgárok száma              | Választópolgárok száma | Választópolgárok száma | 71 193     | 100   |
| A Fidesz-KDNP nyeri meg a körzetet. |                        |                        |            |       |